# Shouting out to the World!
Shouting out to the World!: A Run for the Dream, Bigbang's 13,140 Days Challenge (no original, 세상에 너를 소리쳐!: 꿈으로의 질주, 빅뱅 13,140일의 도전), também referenciado apenas como Shouting out to the World!, é um livro lançado pelo grupo sul-coreano Big Bang, em 28 de janeiro de 2009 pela editora Sam & Parkers. Contendo em seu subtítulo o número de dias de sua preparação antes de estrear, o livro refere-se mais ao tema de autodesenvolvimento pessoal do que uma autobiografia do grupo. Ele retrata a história de cinco adolescentes atingindo seus sonhos, onde cada membro conta a história de sua própria jornada e crescimento pessoal, a fim de atingir seus objetivos e sonhos. O quinteto também detalha sobre seus sentimentos após conquistar seus sonhos e sobre seus pensamentos sobre o que virá depois. 
Após o lançamento do livro, o mesmo recebeu críticas favoráveis e adquiriu grande interesse do público, sendo recomendado em grupos literários e religiosos e por empresários sul-coreanos. Suas vendas atingiram os trezentos mil exemplares em um mês, além de posicionar-se no topo da lista de livros mais vendidos durante seis semanas consecutivas. Após cinco meses de seu lançamento, Shouting out to the World! havia vendido quatrocentos mil exemplares, o que resultou em cerca de 4,5 bilhões de wones em receita.

## Recepção da crítica
O livro foi bem recebido pela H21, que referenciou-o como um "livro de esperanças", descrevendo que o mesmo é "uma confissão brilhante e profunda de [um] ídolo: o Big Bang aceitou o desafio de tornar-se um ídolo. Sua história provou que sonhos podem tornar-se realidade. Sua paixão e sinceridade, tocou a vida de muitas pessoas e eliminou o preconceito sobre eles, como sendo meros artistas".

### Prêmios
| Ano  | Prêmio                      | Ref.  |
| ---- | --------------------------- | ----- |
| 2010 | Livro do Ano de 2009 da H21 | [ 6 ] |